# Sebastian Holmqvist
Sebastian Holmqvist, född 13 februari 1993, är en svensk fotbolls- och futsalspelare som spelar för Hammarby futsal.

## Fotbollskarriär

### Ungdomskarriär
Holmqvists moderklubb är Boo FF. Som 15-åring gick Holmqvist från Boo FF till Spårvägens FF, där han spelade i Division 3 och Division 2 som junior. Debuten kom den 30 maj 2010 i en 5–1-vinst över Mälarhöjdens IK, där han även gjorde ett mål. Totalt spelade han åtta matcher och gjorde ett mål i Division 3 säsongen 2010. Spårvägens FF blev uppflyttade i Division 2, där Holmqvist spelade 17 matcher och gjorde två mål under 2011.
I november 2011 blev han klar för AIK. Holmqvist var under 2012 lagkapten och spelade 17 matcher för AIK i Juniorallsvenskan Norra.

### Nyköpings BIS
I januari 2013 gick Holmqvist till Nyköpings BIS. Han debuterade för klubben i Division 1 den 5 maj 2013 i en 2–1-vinst över Valsta Syrianska IK, där Holmqvist i den 80:e minuten byttes in mot Oscar Karlsson. I juni 2013 drabbades han av blodpropp i lungan. Först i februari 2014 kunde Holmqvist spela sin första match efter blodproppen.

### Jönköpings Södra IF
I januari 2015 värvades Holmqvist av Jönköpings Södra IF, där han skrev på ett kontrakt på 2+1 år. Han debuterade i Superettan den 13 april 2015 i en 1–0-vinst över Syrianska FC, där Holmqvist i den 90:e minuten byttes in mot Jesper Svensson.
I februari 2016 lånades Holmqvist ut till norska Nest-Sotra. I juli 2016 lånades Holmqvist ut till Lysekloster IL.

### Assyriska FF
I februari 2017 värvades Holmqvist av Assyriska FF, där han inledningsvis skrev på ett ettårskontrakt. I december 2017 förlängde Holmqvist sitt kontrakt med två år.

## Futsalkarriär
Holmqvist började spela futsal i Stockholm Futsal Club. Hösten 2017 gick han till Hammarby futsal. Holmqvist gjorde fyra mål på åtta matcher i Svenska Futsalligan säsongen 2017/2018. Säsongen 2018/2019 gjorde han 13 mål på 23 matcher.